# ポール・マーソン
ポール・チャールズ・マーソン（Paul Charles Merson、1968年3月20日 - ）は、イギリス、イングランド出身の元サッカー選手。ウォルソールでは選手兼任監督を務めた。イングランド代表として21試合に出場している。ポジションはFWであるが、後年にはMFとして出場することが多くなった。

## クラブ経歴

### アーセナル
ロンドンのハールスデンで生まれ、マーソンのサッカー選手としてのキャリアは1984年に練習生として加入したアーセナルから始まった。レンタルでブレントフォードに加入し、アーセナルに復帰した後に、デビューを飾ることになった。ガンナーズでのデビュー戦となったのは、1987年11月22日に行われたマンチェスター・シティ戦であり、その当時の監督はフランク・マクリントックであった。マーソンは、ジョージ・グレアム監督の下で成功を収めたアーセナルでポジションを掴み、1988-89シーズンは右ウイングのレギュラーとしてプレイし、チームはリーグ最終戦でリヴァプールに2-0で勝利し、リーグタイトルを獲得した。リーグ戦では10ゴールを挙げ、U-21イングランド代表にも選ばれ、シーズン終了後にはPFA年間最優秀若手選手賞を受賞した。
1990-91には2度目のリーグ優勝を経験し、1993年にはFAカップとリーグカップのタイトルを獲得し、リーグカップの決勝では先制のゴールを決め、1994年にはカップウィナーズカップのタイトルを獲得した。
1994年にアルコール使用障害とコカイン中毒であることを告白したため、マーソンのサッカー選手とのキャリアは一旦停止することになった。FAは3ヶ月間のリハビリテーションを受けるように手配し、マーソンはジョージ・グレアムが監督を解任される直前の1995年2月にチームに戻った。チームに復帰したマーソンは、監督代行であったステュワート・ヒューストンに率いられたチームの2シーズン連続となるカップウィナーズカップ決勝進出に貢献した。
マーソンは1995-96シーズンに新しく監督に就任したブルース・リホの下でレギュラーとしてプレイし、翌1996-97シーズンもアルセーヌ・ヴェンゲルの下でレギュラーとしてプレイし続けた。3位でシーズンを終えた1996-97シーズン終了後、マーソンは降格が決定したミドルズブラに500万ポンドで放出された。この金額は、プレミアリーグ以外に所属するクラブが支払った額としては史上最高額の移籍金であり、ヴェンゲルは新たな2年契約を提示したが、ミドルズブラはその2倍の給料を提示したと言われている。マーソンは、アーセナルにおいて全公式戦423試合に出場し、99ゴールの成績を残した。

### ミドルズブラ
マーソンはチームの中心としてミドルズブラのトップリーグ昇格に貢献したが、1998年の夏にマーソンはミドルズブラが飲酒をする習慣を持つクラブであるためにチームを離れる必要があると主張し、家族の近くで暮らしたいとの希望から、アストン・ヴィラに675万ポンドで移籍することになった。

### アストン・ヴィラ
マーソンはその派手なプレイスタイルから、すぐにファンの人気を獲得した。5年近くチームに在籍し、2000年にはFAカップの決勝に進出したが、2001-02シーズン終了後に自由契約に身になった。

### ポーツマス
ディヴィジョン1に所属するポーツマスと契約を結び、プレミアリーグ昇格に貢献したが、マーソンは、トップリーグでプレイするには年をとり過ぎていると感じており、また、自宅のあるサットン・フィールドの近くで生活したいと考えていた。ウェスト・ブロムウィッチ・アルビオンへの移籍はガリー・メグソンにより拒まれたため、ウォルソールと契約を結んだ。

### ウォルソール
2004年2月、マーソンはギャンブル中毒を克服するためにPFA（プロサッカー選手協会）のアドバイスと財政的な援助を受け、アリゾナ州にあるシエラ・ツーソン・クリニックへ行くことになり、ウォルソールがリーグの降格圏に沈んで行くのを助けることが出来なかった。マーソンがチームに復帰してから2ヵ月後にコリン・リーが監督を解任され、マーソンは監督のポストに就くことになった。マーソンはチームの残留に向けて奮闘し、最終節にロザラム・ユナイテッドに3-2で勝利したが、ジリンガムに及ばず、クラブは降格となってしまった。降格は決定したが、翌月にマーソンは正式に監督に就任することになった。
2004-05シーズンは、マーソンにとってピッチの上でも、また、それ以外の生活でも困難を強いられることになった。すべてのカップ戦で下部のリーグに所属するチームに敗れ、プライベートでは飲酒とギャンブルを再び始めたため、妻との関係が悪くなってしまった。リーグでも降格圏に沈み、2シーズン連続での下部リーグへの降格が現実的なものとなったが、移籍最終日にジュリアン・ヨアキム、アンディ・オークス、アンソニー・ジェラード（スティーヴン・ジェラードの従兄弟）、クレイグ・ピード、デイヴィッド・パーペツイニを獲得し、2005年5月を無敗で乗り切り、リーグ1残留を果たした。
難しいシーズンを終えて迎えた2005-06シーズンであったが、チームは再び降格圏を低迷し、2006年2月6日に19位で迎えたブレントフォード戦に0-5で敗れた後に、マーソンは監督を解任された。複数のチャンピオンシップのクラブからの誘いがあったが、マーソンはカンファレンスのタムワースでプレイすることを選んだ。しかし、2006年3月9日に現役引退を発表するまで、一試合に出場するにとどまった。

## 代表経歴

### EURO 92
グレアム・テイラーが監督を務めていた1991年にイングランド代表に招集され、1991年9月11日に行われたドイツ代表との親善試合でA代表デビューを果たした。
スウェーデンで開催されたUEFA EURO '92のメンバーに選出され、マーソンは緒戦の0-0で引き分けたデンマーク代表戦に出場したが、イングランド代表は2戦目のフランス代表戦も0-0で引き分け、ホスト国のスウェーデン代表には1-2で敗れた。

### 1994 FIFAワールドカップ予選
マーソンは敗退となった1994 FIFAワールドカップ予選にも引き続き招集された。1-1で引き分けた緒戦のノルウェー代表戦に出場し、2戦目のオランダ代表戦にも負傷したポール・ガスコインと交代で出場した。試合は終盤にPKを与えてしまい2-2の引き分けに終わった。1993年に開催されたUSカップのブラジル代表戦とドイツ代表戦に出場し、ドイツ代表戦では1-2とリードされている終盤に20ヤードの距離からシュートを放ったが、ボド・イルクナーに止められてしまった。1993年10月13日に行われたワールドカップ予選のオランダ代表戦では先制ゴールを奪われた後に同点となるチャンスを得たが、マーソンが放ったフリーキックはポストに弾かれた。
予選敗退後のイングランド代表監督にはテリー・ヴェナブルズが就任したが、ヴェナブルズはマーソンについてはその大量に飲酒をする生活習慣からチームには含まれないと話した。マーソンは自叙伝『How Not to be a Professional Footballer』の中でUSカップのためにシカゴ滞在中に起こった出来事についてこう記述している。飲酒後に一人で街の中の脇道に逸れ、危険なエリアに入り込んでしまったマーソンは酩酊状態であったが、ケンカの仲裁を試みた。しかし、マーソンに対して相手は敵意を向けてきたため、マーソンはホテルに逃げ帰った。翌朝にFBIがホテルに訪れ、選手たちにこの街の危険性について説明したが、FBIの面々はマーソンが無傷で戻ってきたことに対して驚きを示した。

### 1998 FIFAワールドカップ
マーソンはトップリーグに所属していない選手の中から唯一1998 FIFAワールドカップのメンバーに選出された。デイヴィッド・ベッカムの退場によりよく知られている決勝トーナメント1回戦のアルゼンチン代表戦ではPK戦でキッカーを務め成功を収めたが、チームは敗退となった。
1998年が最後に代表に出場した年であり、21キャップ3ゴールの成績を残した。

## 引退後
現役引退後は解説者として活動しており、Sky Sportsの「サッカー・サタデイ」にレギュラーとして出演している。2006年8月から、アーセナルのオフィシャルブックである『Arsenal FC magazine』にコラムを連載している。

## 代表歴

### 出場大会
- イングランド代表
  - 1998 FIFAワールドカップ

### 試合数
- 国際Aマッチ 21試合 3得点（1991年-1998年）[7]

| イングランド代表 | 国際Aマッチ | 国際Aマッチ |
| 年               | 出場        | 得点        |
| ---------------- | ----------- | ----------- |
| 1991             | 1           | 0           |
| 1992             | 8           | 1           |
| 1993             | 4           | 0           |
| 1994             | 1           | 0           |
| 1995             | 0           | 0           |
| 1996             | 0           | 0           |
| 1997             | 1           | 0           |
| 1998             | 6           | 2           |
| 通算             | 21          | 3           |

## 獲得タイトル

### チーム
アーセナルFC
- フットボールリーグ・ディヴィジョン1：1988-89, 1990-91
- FAカップ：1992-93
- フットボールリーグカップ：1992-93
- カップウィナーズカップ：1993-94
- FAコミュニティーシールド：1991

アストン・ヴィラFC
- UEFAインタートトカップ：2001

ポーツマスFC
- フットボールリーグ・ディヴィジョン1：2002-03

### 個人
- PFA年間最優秀若手選手賞：1988-89
- PFA年間ベストイレブンディヴィジョン1：1997-98, 2002-03
- プレミアリーグ月間最優秀選手：2000.2

## 私生活
マーソンは2度結婚（ロレインとルイーズ）しており、5人の子どもがいる。最初の結婚は薬物とアルコールの中毒から回復に向かっている最中に終焉を迎えた。
2006年3月、ケンジントン南部にあるナイトクラブ、「ブージーズ」で飲酒している姿をデイリー・ミラーに撮られた。2006年6月には、チェルシーにあるスローン・クラブが所有するマンションで強姦したと訴えられたが、マーソンはその時には別の部屋に別の女性と一緒にいたことが明らかになっている。